# مؤتمر الأمم المتحدة للتغير المناخي 2016
مؤتمر مراكش بشأن الاحتباس الحراري وتختصر كوب 22 هو مؤتمر واجتماع قمة جرى عقده في مراكش خلال الفترة ما بين 7 و18 نوفمبر 2016. ويعد هذا المؤتمر النسخة 22 من مؤتمر الأطراف (COP22) حسب اتفاقية الأمم المتحدة المبدئية بشأن التغير المناخي، وشاركت فيه 196 دولة.

## التنظيم والخدمات اللوجستيكية
ترأس «لجنة الإشراف على المؤتمر» وزير الخارجية المغربي صلاح الدين مزوار والتي تتألف من 11 عضوا مكلفين بتحضير وتنظيم المؤتمر، كما عين الملك محمد السادس لجنة وزارية مواكبة للمؤتمر وهي مكونة من كل من وزارة الداخلية والخارجية والفلاحة والصيد البحري والصناعة والتجارة والاستثمار والاقتصاد الرقمي والطاقة والمعادن والماء والبيئة والاقتصاد والمالية، وتم تنظيمه في الفترة من 7 إلى 18 نوفمبر 2016.
في 2 مايو 2016 وقعت شركة GL Events عقدا لدعم المؤتمر، كما أعلنت العديد من الشركات والمنظمات منها منظمة الأغذية والزراعة والاتحاد الأوروبي وبان كي مون والبنك الإفريقي للتنمية أنها ستقدم دعمها لإعداد وإنجاح مؤتمر كوب 22. وقد شارك فيه ما يقارب 30.000 مشارك من بينهم 8000 من المجتمع المدني و1500 صحفي.

## التاريخ

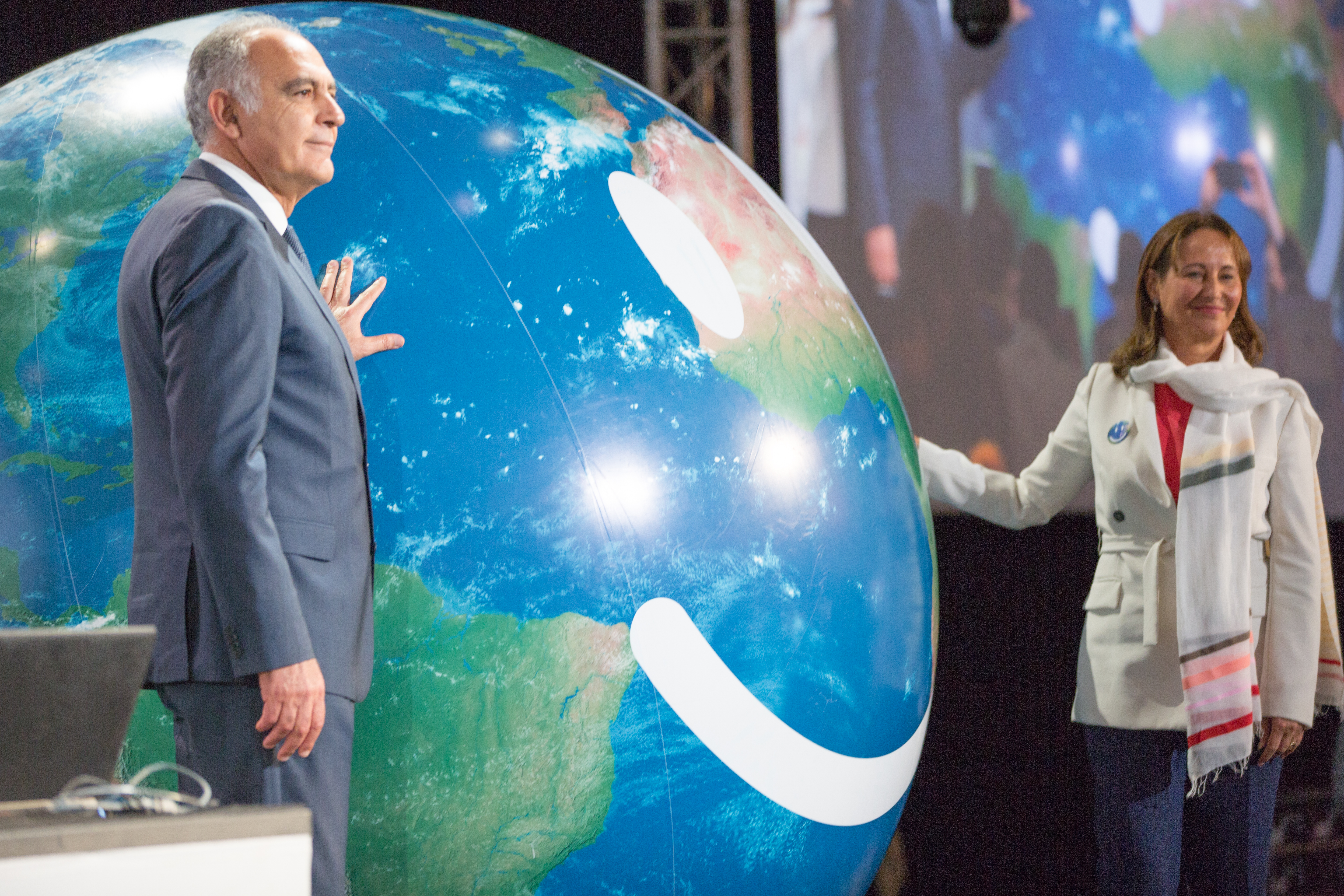
صلاح الدين مزوار وسيغولين رويال خلال حفل الافتتاح.

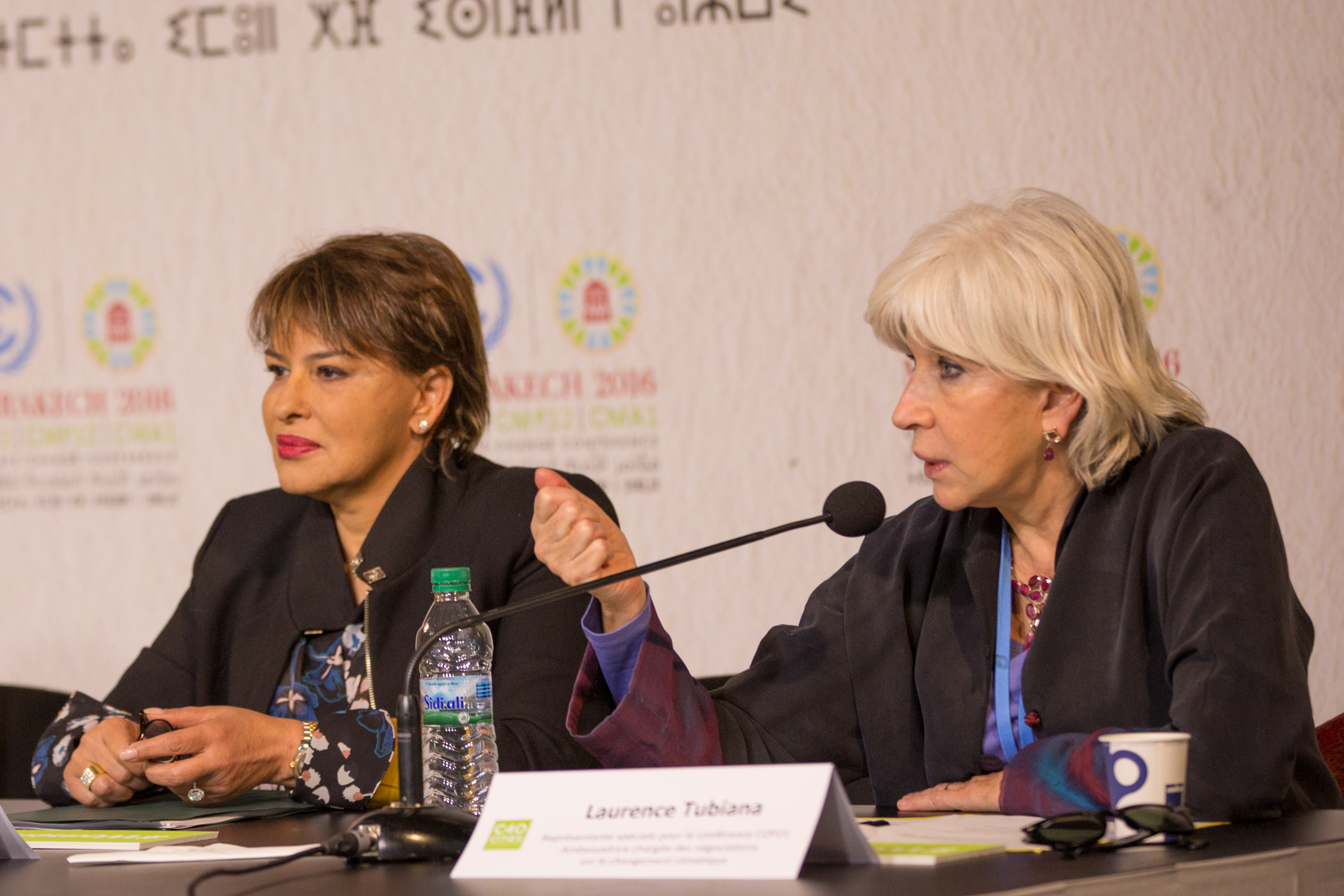
أبطال المناخ العالمي - الوزيرة حكيمة الحيطي والسفيرة لورنس توبيانا

يندرج مؤتمر مراكش ضمن استمرارية مؤتمرات القمة العالمية التي تنظمها منظمة الأمم المتحدة منذ اعتماد بروتوكول كيوتو في عام 1997 وعقد أول مؤتمر عالمي حول المناخ في جنيف في سويسرا، بينما بدأت أولى المفاوضات لتعزيز الاستجابة لتغير المناخ في برلين عام 1995.

### 2009: مؤتمر كوبنهاغن
منذ ذلك العام تم عقد 21 مؤتمرا أهمها مؤتمر كوبنهاغن للتغيرات المناخية 2009 حيث تم خلاله الموافقة على الهدف المشترك للحد من الاحتباس الحراري لأقل من درجتين مئويتين، دون التوقيع على أي اتفاق دولي جديد. والتزمت الدول المتقدمة أيضا بتعبئة 100 مليار دولار سنوياً بحلول سنة 2020 لصالح الدول النامية للتعامل مع تغير المناخ.

### 2011: مؤتمر ديربان
وكذلك مؤتمر الأطراف «كوب 17» الذي عقد عام 2011 في ديربان. وكلف منهاج ديربان للتوصل إلى اتفاق قانوني. وكان اعتماده مرتقبا في عام 2015 (اتفاق باريس) وتنفيذه، اعتبارا من عام 2020، وتمت صياغة اتفاقات كانكون والموافقة عليها في مؤتمر الأطراف في دورته 16. وأكدت على ضرورة خفض الانبعاثات بحيث لا تتجاوز الزيادة في درجات الحرارة العالمية درجتين مئويتين. كما تم خلاله إنشاء صندوق المناخ الأخضر ابتداءً من 2010.

### 2014: مؤتمر ليما
ومؤتمر الأمم المتحدة للتغير المناخي 2014 الذي نظم في ليما على هامش اجتماعات الجمعية العامة، وهدف إلى بدء الإعلان عن تبرعات من دول المساهمات المقررة على الصعيد الوطني (INDC) للحد من غازات الاحتباس الحراري قبل عقد كوب 21، واختتم بإعلان ليما للعمل من أجل المناخ وتأطير دقيق للمساهمات الوطنية التي يتوجب على كل بلد التواصل بشأنها في إطار التحضير لاتفاق باريس.

### 2015: مؤتمر باريس
وكان آخر هذه المؤتمرات هو مؤتمر باريس في ديسمبر 2015، والذي خرج باتفاق باريس وتم التوقيع عليه في نيويورك في 22 أبريل 2016.

## أهداف كوب 22
يأتي «كوب 22» كتكملة ل"كوب 21" التي أحرزت تقدما مهما، وتندرج هذه الدورة في إطار الجهود المبذولة لبلورة مختلف المحاور المنصوص عليها في اتفاق باريس، والتي وقعت عليه كل الوفود البالغ عددهم 195 والمتعلق بخفض احتواء الاحترار العالمي لأقل من درجتين. وقد ذكرت الوزيرة المنتدبة لدى وزير الطاقة والمعادن والماء والبيئة مكلفة بالبيئة، حكيمة الحيطي أن مراكش سبق لها احتضان توقيع اتفاقية الجات سنة 1947 التي نتجت عنها منظمة التجارة العالمية، كما استضافت مؤتمر الأمم المتحدة للتغير المناخي 2001.
كما قالت حكيمة أن «اختيار المغرب لاستضافة الدورة 22 لمؤتمر الأطراف ليس من قبيل الصدفة بل هو تكريس للالتزامات التي قطعتها البلاد في مجال مكافحة تغير المناخ، واعترافا من طرف المجتمع الدولي لما حققه المغرب من إنجاز». فالمغرب وبالرغم من انبعاثاته من غازات الاحتباس الحراري، فقد قام برفع طموحاته لتأمين 52% من قدرته الكهربائية الوطنية بحلول عام 2030 حسب خطاب الملك محمد السادس في الجلسة الافتتاحية لكوب 21، كما أكدت أن المغرب ملتزم بسياسات تهدف للتخفيض والتكيف من التغييرات المناخية.

## البعد الإفريقي لكوب 22

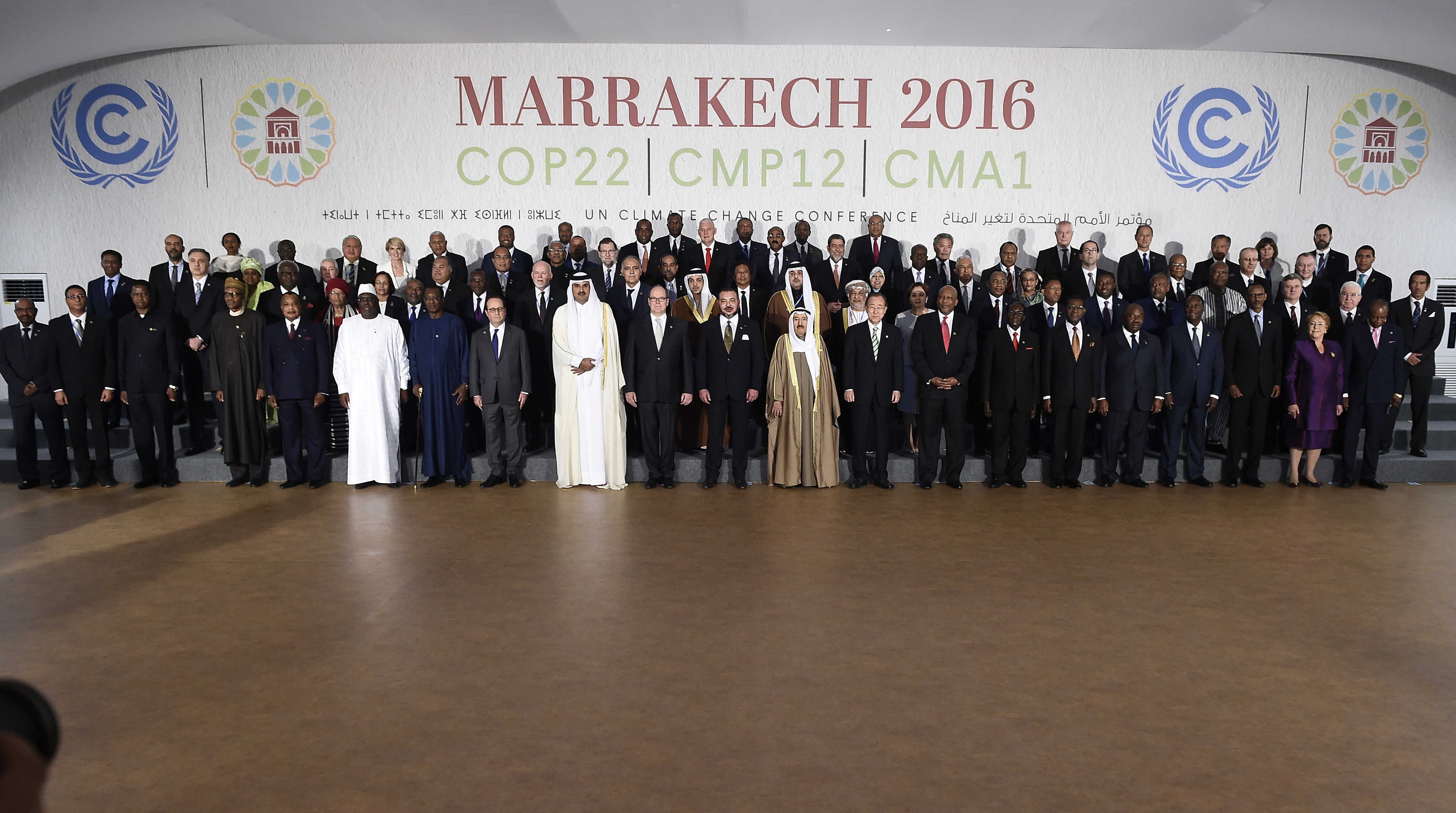
الصورة الرسمية للمؤتمر.

على هامش مؤتمر قمة المناخ كوب 22، التي كان ملتقى «حوالي 30 رئيسا من رؤساء الدول الإفريقية»، في 16 نوفمبر 2016 في مراكش. فإن هذه القمة، من المتوقع أن تركز أساسا على المفاوضات بشأن المناخ الإفريقي، إذ أن أفريقيا تعد من أكثر قارات العالم المهددة بالاحترار العالمي. وهو أيضا فرصة لمدينة مراكش لتكون مدينة «خضراء» وصديقة للبيئة؛ فعلى سبيل المثال، تم تزويد المدينة بحوالي 300 دراجة هوائية ذاتية من قبل الشركة الفرنسية «سموف» وذلك بمناسبة هذه القمة.

## وصلات خارجية
- الموقع الرسمي
- كوب 22 على موقع اتفاقية الأمم المتحدة المبدئية بشأن التغير المناخي